# Университет Томпсон-Риверс
Университет Томпсон-Риверс (TRU) является государственным учебным и исследовательским университетом, предлагающим курсы бакалавриата и магистратуры и профессиональную подготовку. Его главный кампус находится в Камлупсе, провинция Британская Колумбия, Канаде.
Название происходит от двух рек, которые сходятся в Камлупсе, Северный Томпсон и Южный Томпсон. Таким образом, перевод названия как «Университет Томпсона Риверса», что иногда встречается в текстах на русском языке, является неверным. У университета есть сателлитный кампус на озере Уильямс и подразделение дистанционного обучения под названием TRU-Open Learning. Он также имеет несколько международных партнерств через свое отделение TRU World.